# Thomas Swann
Pour les articles homonymes, voir Swann.
Thomas Swann (3 février 1809, Alexandria - 24 juillet 1883, Leesburg), est un homme politique américain.

## Biographie
Il est président du Baltimore and Ohio Railroad. Il est maire de Baltimore de 1856 à 1860, gouverneur du Maryland de 1866 à 1869 et membre de la Chambre des représentants des États-Unis de 1869 à 1879. Il est le beau-père de Ferdinand Claiborne Latrobe.